# ブジョンノフスク病院占拠事件

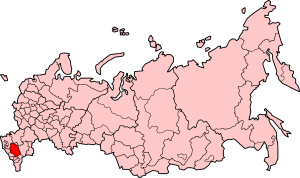
Location of Stavropol Krai territory on the map of Russia

ブジョンノフスク病院占拠事件（ブジョンノフスクびょういんせんきょじけん、Теракт_в_Будённовске、Budyonnovsk_hospital_hostage_crisis）は、1995年6月にチェチェン独立派のシャミル・バサエフによって引き起こされた人質事件。

## 解説
6月14日午前8時半ごろ、150‐200人のテロリストがダゲスタン共和国からロシア連邦南部のスタヴロポリ地方ブジョンノフスクに到着。テロリストはブジョンノフスク中央地区病院で約650人の患者と450人のスタッフを含む1200人以上の市民を人質に取り、チェチェンでの軍事行動の停止、ジョハル・ドゥダエフ大統領との交渉を要求した。
6月17日午前4時ごろ、ロシア連邦軍とロシア連邦保安庁の特殊部隊であるアルファ部隊はテロリストを攻撃し、129人の人質（警察官18人、軍人17人を含む）が死亡、415人が負傷した。このうち少なくとも30人の人質がロシア側の攻撃で死亡し、70人が負傷した。攻撃にはグレネードランチャーが使用され、病院の建物は炎上した。
攻撃が失敗した後、ヴィクトル・チェルノムイルジン首相は、チェチェンでの敵対行為の停止と、交渉を通じてチェチェンの地位に関する問題を解決することに同意した。
テロリストは6月19日午後4時ごろ、約100人の人質を人間の盾にし、バスでチェチェンの山岳地帯に戻った。交渉の結果、1500人以上の人質が解放された。
なお、この事件の責任を取る形でヴィクトル・エリンが内相を辞職している。